# Märzenbecherwald von Algersdorf
Koordinaten: 49° 34′ 35,8″ N, 11° 24′ 43,2″ O

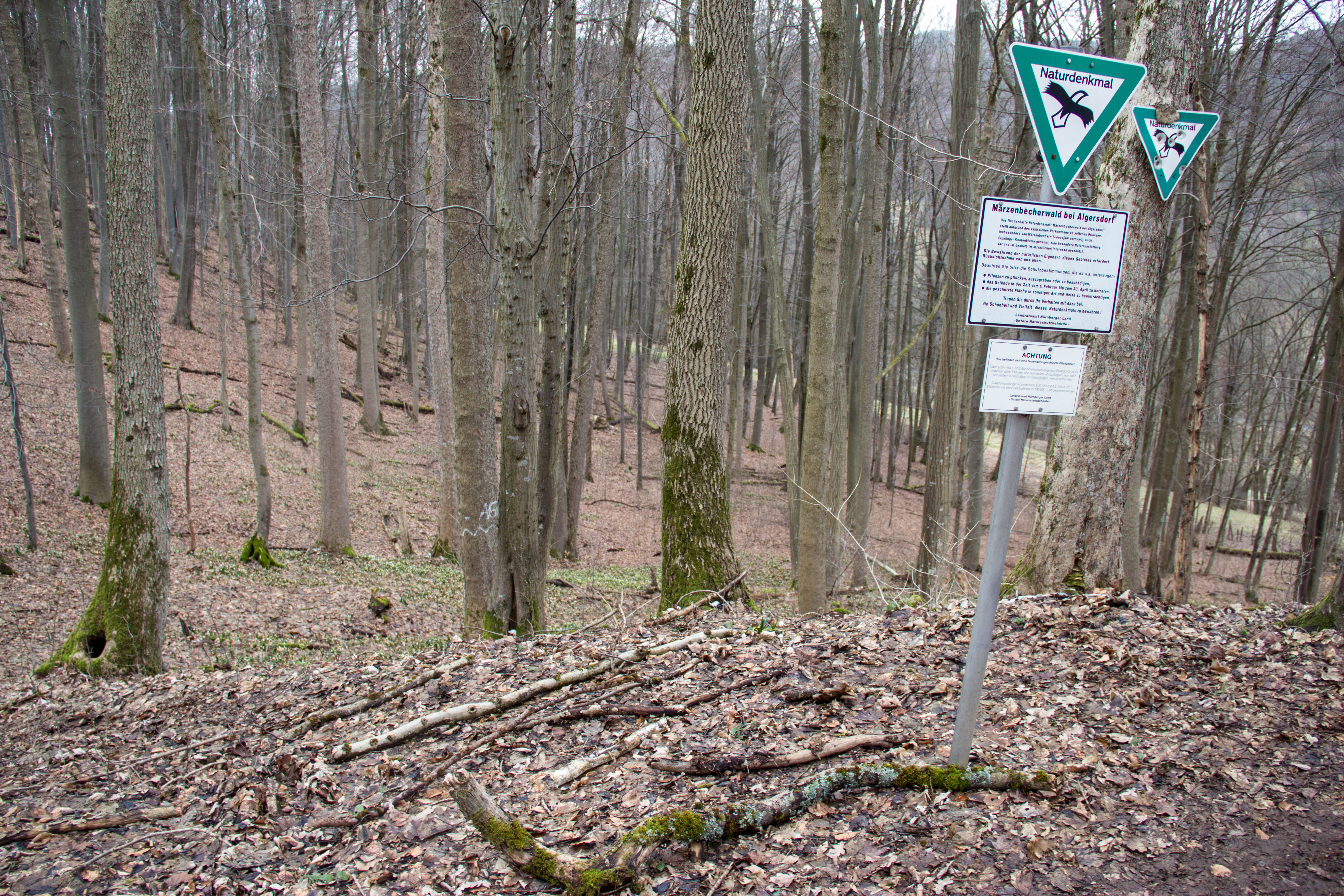
Märzenbecherwald

Der Märzenbecherwald von Algersdorf ist ein kleines Waldstück nahe Algersdorf, einem Gemeindeteil von Kirchensittenbach, im mittelfränkischen Landkreis Nürnberger Land. Seinen Namen verdankt der Ort dem häufigen Vorkommen der Frühlingsblume Märzenbecher.

## Lage
Der Märzenbecherwald liegt etwa 600 Meter südlich der Ortschaft Algersdorf im Sittenbachtal an einem sumpfigen Osthang.

## Beschreibung
Das Gebiet ist ein etwa 1,5 Hektar großes Laubwaldgebiet und ein ausgewiesenes Naturdenkmal. Es handelt sich um das größte Vorkommen der Frühlingsknotenblume im Landkreis Nürnberger Land. Der Märzenbecher wächst auf dem sumpfigen Boden besonders gut und bedeckt den braunen Laubwaldboden im Frühjahr mit einem weißen Blütenteppich. Jedes Jahr, abhängig von der Witterung, blüht er zwischen Ende Februar und Anfang April. Das Areal ist als Naturdenkmal (ND-Nr. ND-05185) ausgewiesen.

## Zugang
Der Märzenbecherwald ist nur über einen Wanderweg von Algersdorf oder Dietershofen zu erreichen. Der Fränkische Gebirgsweg führt direkt am Hangwald vorbei. Das Gebiet darf von 1. Februar bis 30. April gemäß der Naturdenkmalverordnung nicht betreten werden.

## Sonstiges
Das 3,5 ha große Gelände wurde 2019 vom Bund Naturschutz gekauft. Ein weiteres derartiges Vorkommen befindet sich bei Hundsdorf im Landkreis Weißenburg-Gunzenhausen, siehe Märzenbecherwald bei Ettenstatt.

## Bildergalerie

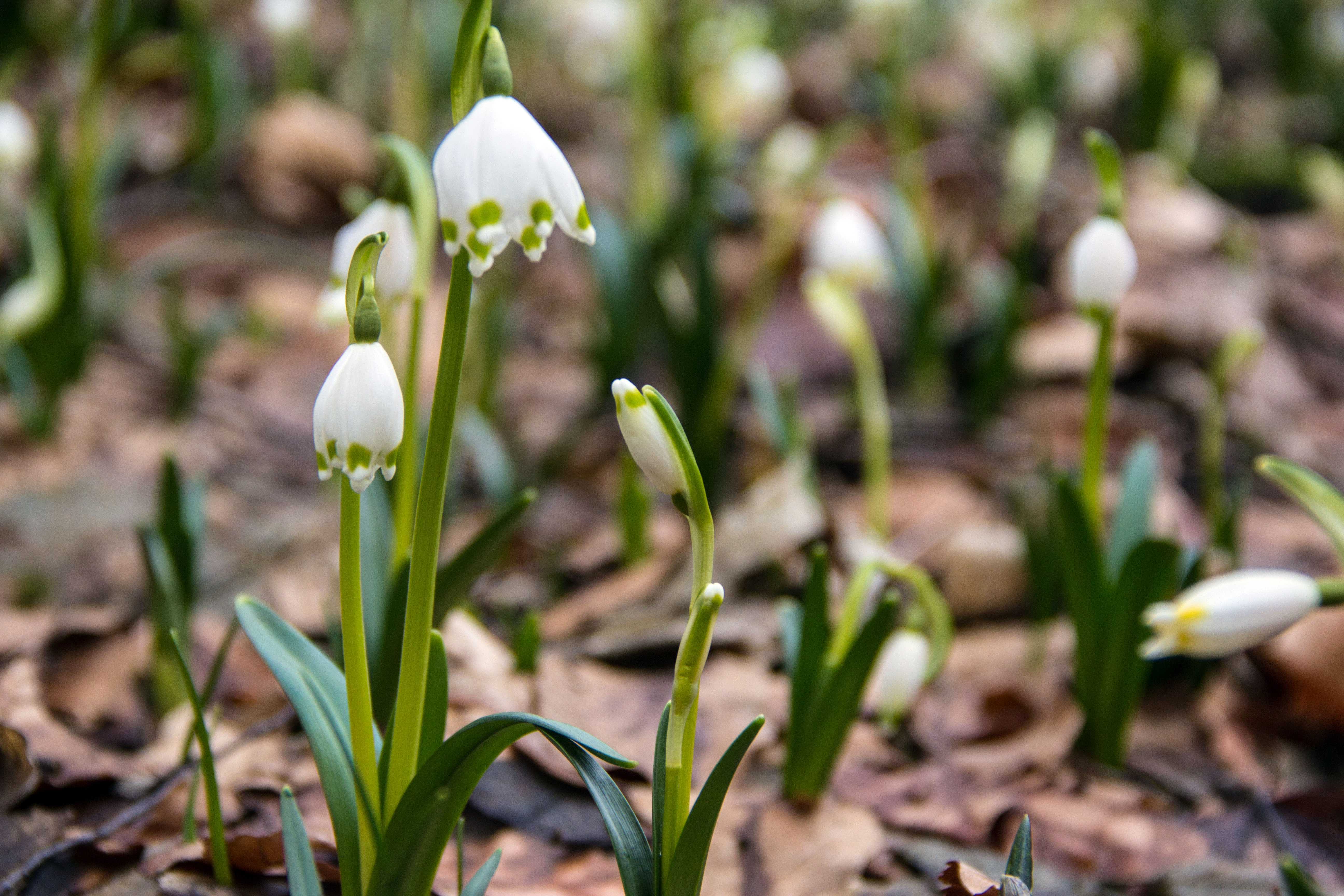
Märzenbecher
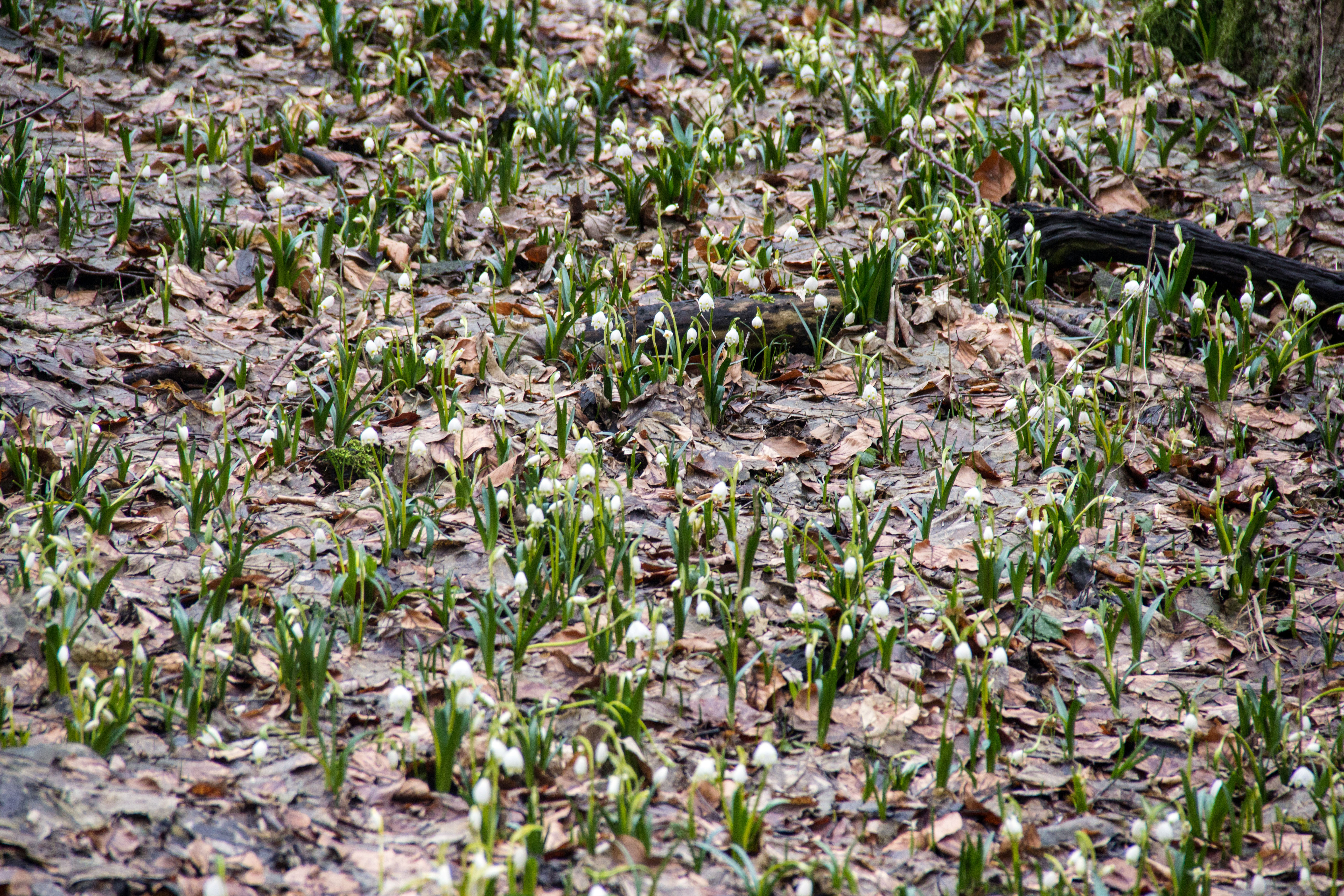
Blütenteppich
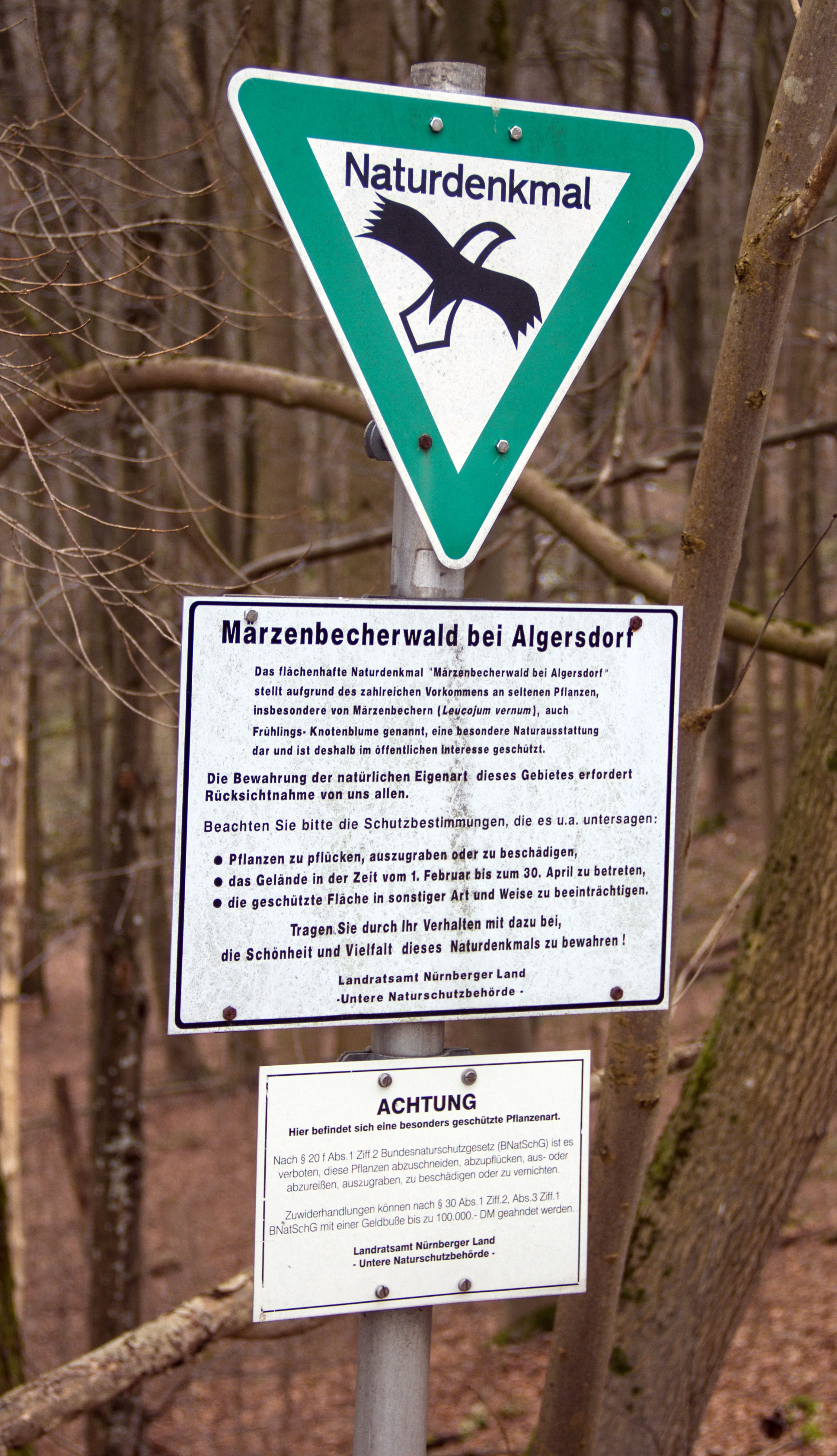
Naturdenkmal